# Crescita Croata
Crescita Croata, nome completo Crescita Croata - Movimento per una Croazia di Successo (croato: Hrvatski rast - Pokret za uspješnu Hrvatsku - Hrast, acronimo che significa "quercia") è stato un partito politico croato di orientamento conservatore e cristiano-democratico.
Apparteneva al Movimento Politico Cristiano d'Europa, partito politico europeo che aderisce al gruppo dei Gruppo dei Conservatori e dei Riformisti Europei.

## Storia
Hrast nasce come fusione di molteplici gruppi conservatrici e cattolici, la sezione croata di Radio Maria, l'Unione Repubblicana Croata, il Partito della Famiglia, il politico cristiano-democratico Ante Ledić, lo scrittore Hrvoje Hitrec e due candidati alle elezioni elezioni presidenziali del 2010, lo storico Josip Jurčević e Miroslav Tuđman, figlio del primo presidente croato Franjo Tuđman.
In occasione delle elezioni parlamentari del 2015 ha preso parte alla Coalizione Patriottica, l'alleanza di centro-destra guidata dall'Unione Democratica Croata (HDZ), ottenendo un deputato, Ladislav Ilčić. Alle parlamentari del 2016 ha eletto un deputato, Hrvoje Zekanović, candidato nelle liste dell'HDZ.
Il 2 ottobre 2021 si è tenuta un'assemblea di partito nella città di Zagabria. Durante il suo svolgimento, è stato annunciato che tre piccoli partiti conservatori e di destra (Partito Conservatore Croato, Crescita Croata - Movimento per la Croazia di Successo e Generazione del Rinnovamento) avrebbero posto fine alla loro attività politica e si sarebbero fusi, dando vita a un nuovo soggetto politico, Sovranisti croati.

## Risultati
| Elezione          | Elezione                | Voti    | %     | Seggi   |
| ----------------- | ----------------------- | ------- | ----- | ------- |
| Parlamentari 2011 | Parlamentari 2011       | 29.797  | 1,27  | 0 / 151 |
| Europee 2013      | Europee 2013            | 18.893  | 2,55  | 0 / 12  |
| Europee 2014      | Alleanza per la Croazia | 63.437  | 6,88  | 0 / 11  |
| Parlamentari 2015 | Coalizione Patriottica  | 771.070 | 34,64 | 1 / 151 |
| Parlamentari 2016 | Nell'HDZ                | –       | –     | 1 / 151 |
| Europee 2019      | Sovranisti Croati       | 91.546  | 8,52  | 0 / 11  |
| Parlamentari 2020 | Sovranisti Croati       | 181.492 | 10,89 | 1 / 151 |